# Szob
Szob est une ville du comté de Pest, en Hongrie, située à proximité de la frontière avec la Slovaquie.